# Godzilla: Save the Earth
Godzilla: Save the Earth – gra komputerowa z gatunku bijatyk, wyprodukowana przez studio Pipeworks i wydana w 2004 roku przez Atari. Gracz steruje w niej fikcyjnymi potworami znanymi z serii japońskich filmów o Godzilli.

## Rozgrywka
Akcja gry Godzilla: Save the Earth koncentruje się na najeździe fikcyjnej rasy pozaziemskiej, która usiłuje podbić Ziemię. Gracz ma za zadanie przeciwstawić się jej.
Gracz steruje jednym z wybranych potworów. Na początku jest ich tylko sześć, ale za zdobyte w trakcie gry punkty można uzyskać dostęp do kolejnych. Walki toczą się głównie w miastach takich jak Tokio, Osaka, Nowy Jork, San Francisco i Londyn, a także w kilku innych lokacjach: na „statku-matce” kosmitów, wyspie potworów oraz specjalnym ringu.
Każdy potwór posiada charakterystyczne dla siebie ataki, wśród których są uderzenia pięściami, ogonem i tym podobne, a także dodatkowe moce. Przykładowo Godzilla może wydzielać opad radioaktywny, natomiast Mechagodzilla potrafi strzelać pociskami laserowymi. Podczas walki potwory mogą wejść w tryb Rage, który zwiększa ich siłę oraz odporność, a także umożliwia wykonanie specjalnych ataków.
Oprócz standardowych walk gracz ma do dyspozycji:
- pojedyncze misje (Challenges), polegające np. na niszczeniu miasta na czas, walki z danym potworem wzbogacone o dodatkowe zadania, walki z atakującymi Ziemię statkami itp.;
- tryb Melee z możliwością gry do czterech potworów na jednej planszy dla maksymalnie czterech graczy, który zawiera w sobie dodatkowe tryby gry: Destruction (wygrywa ten, kto zdobędzie najwięcej punktów na niszczeniu miasta), Team Fight (drużynowa walka potworów podzielonych na dwa zespoły) i Free for All (walka kilku potworów między sobą);
- tryb Survival, w którym potwór sterowany przez gracza jest nieustannie atakowany przez kolejnych wrogów, a celem gracza jest pokonanie ich jak największej liczby.